# Усу
Усу, устар. Шихо́ (кит. упр. 乌苏, пиньинь Wusu, уйг.  ۋۇسۇ‎) — городской уезд в округе Чугучак Синьцзян-Уйгурского автономного района КНР.

## Происхождение названия
Город получил своё название от имени Великого Пророка Усу. В китайском варианте представлен перевод с монгольского языка — «вода».

## География
Усу — это оазис в Джунгарской впадине. Расположен у подошвы хребта Боро-Хоро. Средняя высота над уровнем моря — 158 м. Среднегодовая температура — 7,3℃.

## История
В 1761 году цинское правительство назначило чиновника для управления этими местами, и в 1771 году была возведена крепость, названная Куркала-усу (库尔喀喇乌苏) или Кур-кара-усу. В 1886 году был создан Комиссариат по непосредственному управлению Куркала-усу (库尔喀喇乌苏直隶厅). После Синьхайской революции в 1913 году Комиссариат был преобразован в уезд Усу (乌苏县).
10 июля 1996 года указом Госсовета КНР уезд Усу был преобразован в городской уезд.
Постановлением Госсовета КНР от 6 ноября 2019 года из городского уезда Усу был выделен городской уезд Хуянхэ, который перешёл в прямое подчинение правительству Синьцзян-Уйгурского автономного района.

## Население
Городской уезд многонационален, кроме ханьцев, на его территории проживают казахи, уйгуры, хуэйцы, монголы и другие национальности.

## Административное деление
Городской уезд Усу делится на 5 уличных комитетов, 10 посёлков, 5 волостей и 2 национальные волости.

## Экономика и транспорт
Основная часть экономики строится на производстве нефтепродуктов. Через Усу проходит национальная транспортная магистраль — Шанхай-Хочэн